# Dramane Kamaté
Dramane Kamaté (* 31. August 1985 in Abidjan) ist ein momentan vereinsloser ivorischer Fußballspieler.

## Karriere
Kamaté begann seine Karriere mit Jeunesse Club d’Abidjan. Im Sommer 2006 bekam er ein Angebot des englischen Premier-League-Vereins Sheffield United und unterschrieb anschließend einen Dreijahresvertrag. Nachdem er sich jedoch nicht durchsetzen konnte, wurde er im August 2006 an das Farmteam Chengdu Blades verliehen und im Januar 2007 zu Shenzhen Shangqingyin. Im Juni 2007 kehrte er nach England zurück und wurde von Sheffield erneut verliehen, diesmal führte sein Weg nach Ungarn zu Ferencváros Budapest. Er erzielte in zwölf Spielen zwei Tore für Ferencváros und kehrte nach Abschluss der Saison 2008/2009 zurück zu Sheffield United. Nach dem Ablauf seines Vertrages wechselte Kamaté in die Malien Premiere Division zum AS Korofina. Im Sommer 2010 verließ er Mali und unterschrieb in der Tercera División für Racing Club de Ferrol. Dort blieb er eine Saison und ab dann spielte er bis zum Sommer 2020 bei weiteren  unterklassigen Vereinen in Spanien.